# Roland Doré
Pour les personnes ayant le même patronyme, voir Doré.
Roland Doré, né vers 1585 et mort le 13 février 1660 ou 1663 à Plouédern, est un sculpteur français.
Les œuvres de son atelier, particulièrement des calvaires, sont très répandues dans les enclos paroissiaux bretons.

## Biographie
La vie de Roland Doré, peut-être originaire de Landerneau, est peu connue. Il est l'époux de Jeanne Sanquer (de cette union sont nées au moins cinq filles, donc quatre nées à Landerneau entre 1612 et 1629). Son nom de famille est le plus souvent orthographié Alaouret (équivalent breton de Doré). Son œuvre et celui de son atelier sont mieux renseignés.
Sculpteur, mais aussi architecte à Landerneau dans la première moitié du XVIIe siècle, Roland Doré — qui se désigne lui-même comme « sculpteur du Roi » — et son atelier ont réalisé une soixantaine d’œuvres, souvent en kersantite, principalement dans le Léon et le nord de la Cornouaille. Ces œuvres sont surtout religieuses et sont postérieures à la construction des grands calvaires bretons des époques précédentes. Issues de commandes ecclésiastiques ou aristocratiques, ses sculptures portent l’empreinte stylistique de son atelier (visages ronds au profil tranchant, drapés stylisés et hiératiques).
D’autres sculpteurs-architectes l’ont précédé, comme le maître de Plougastel (1598-1621) qui a construit le calvaire monumental de Plougastel-Daoulas.

## Œuvre

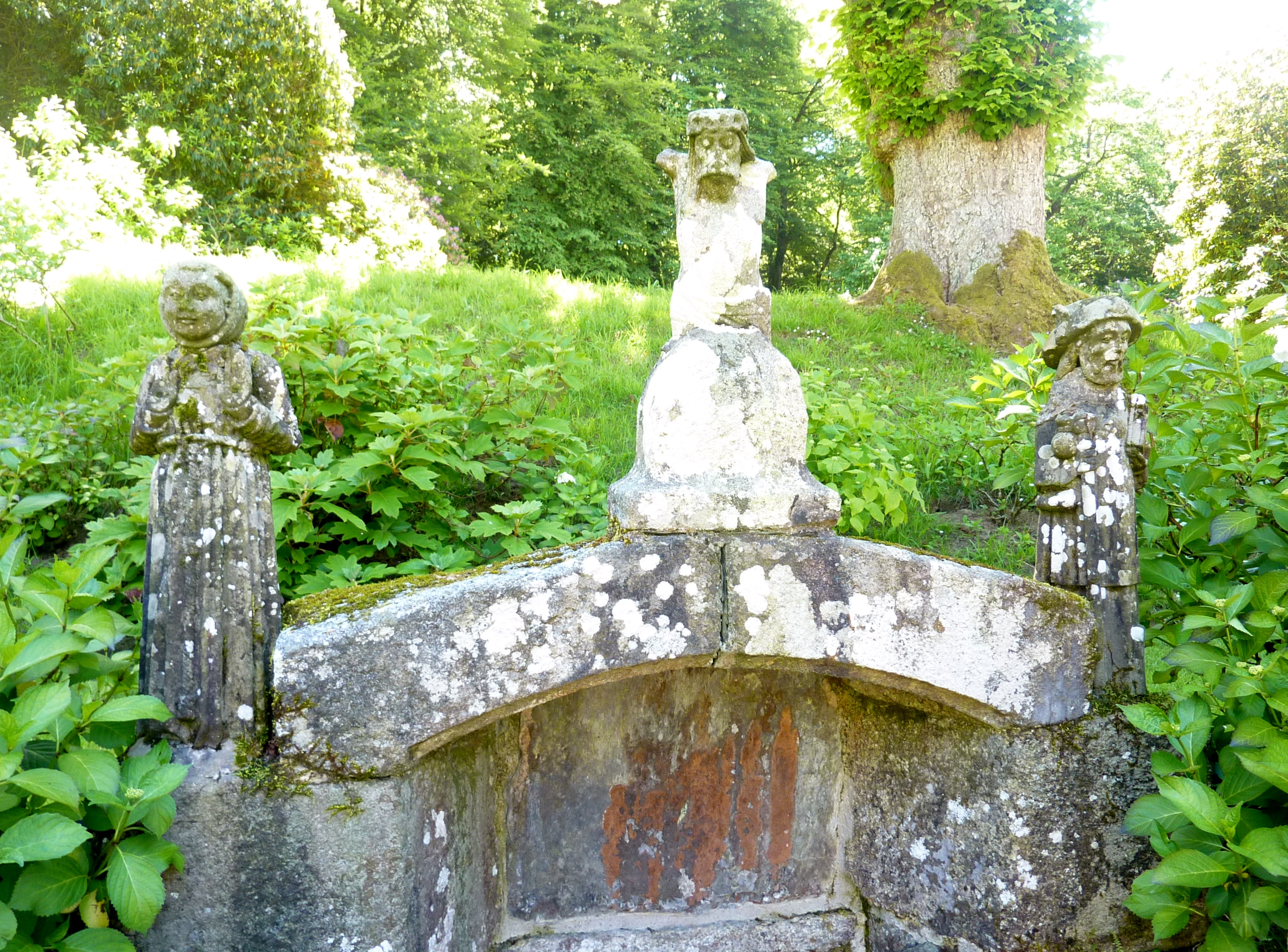
Statues (Christ aux liens, Saint-François d'Assise, Saint-Jacques Le Majeur) de Roland Doré décorant la fontaine du manoir de Penhoat en Plounéour-Ménez.

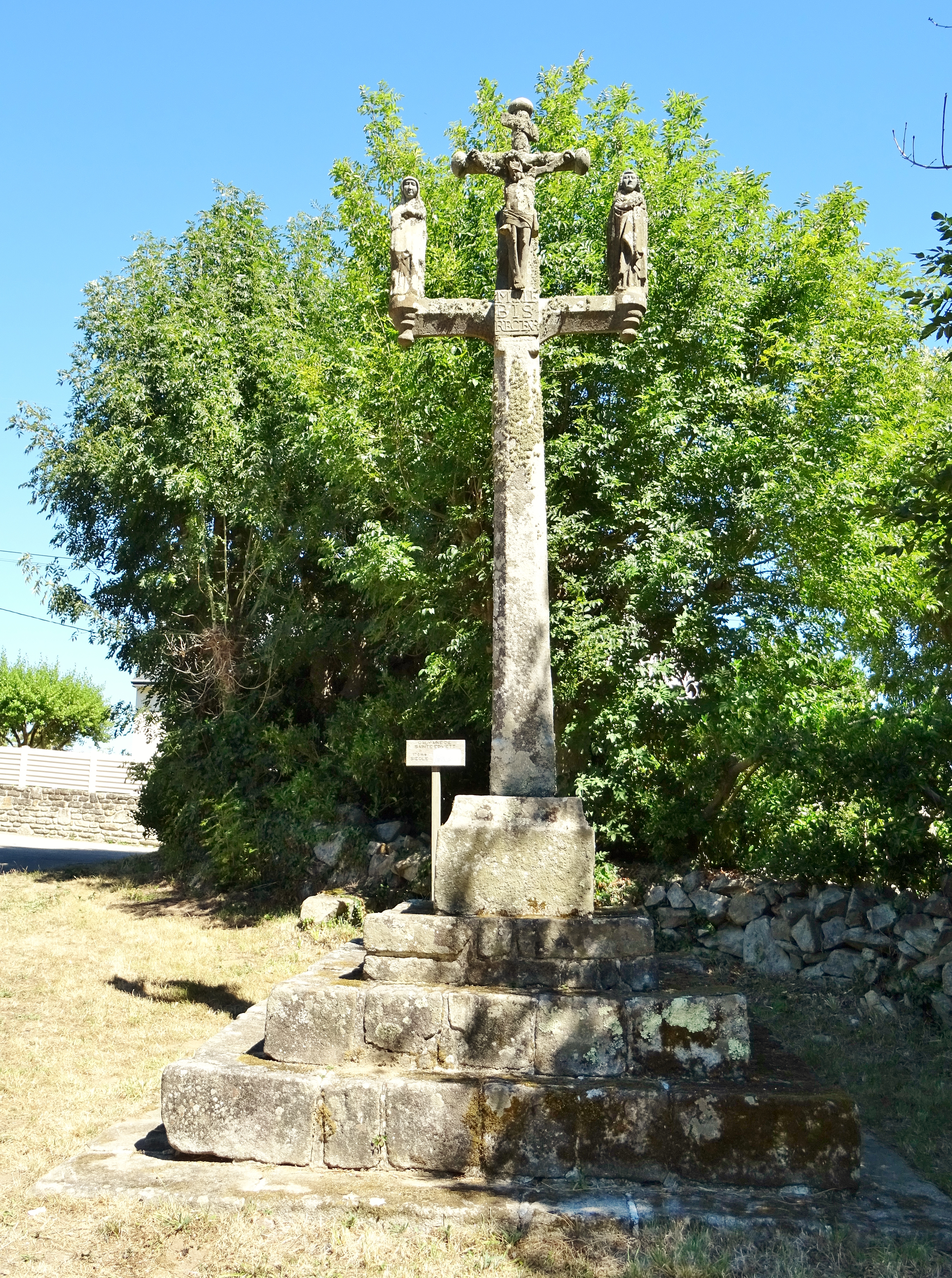
Esquibien : le calvaire près de la chapelle Sainte-Edwette (Sainte-Évette) ; les statues sont de Roland Doré.

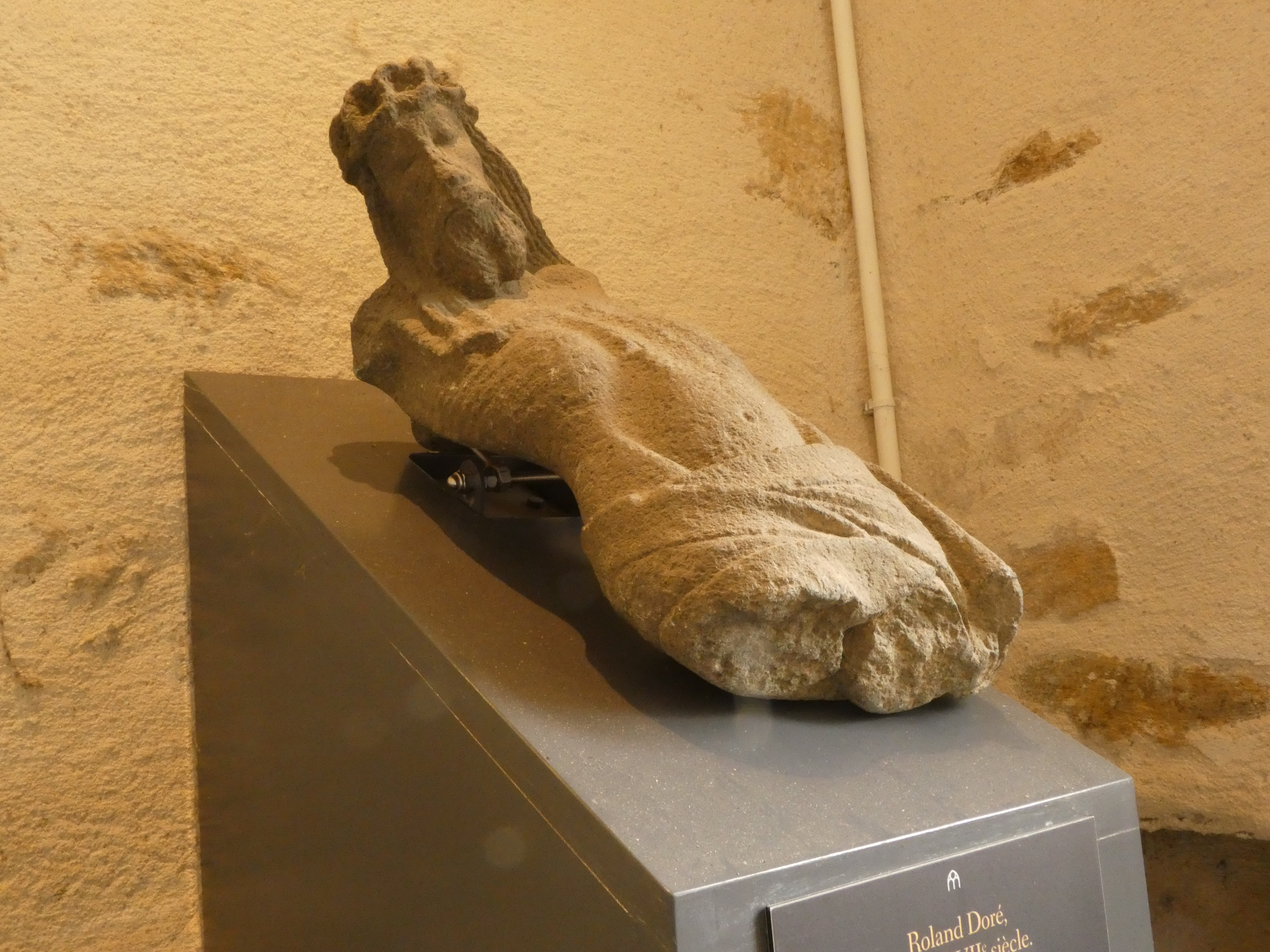
Ossuaire de l'église Saint-Thomas de Landerneau : statue du Christ en kersanton.

- Bodilis : enclos paroissial, retable, pietà, ornementation du baptistère. Fontaine de Pont-an-Ilis[3]. Située dans le quartier de Kerrous, la fontaine est en kersantite et due à l’atelier de Roland Doré.
- Brennilis : croix de calvaire du cimetière (vers 1625) et son groupe Notre-Dame de Pitié. Cette croix est aujourd'hui placée au nord de l’église. Elle est attribuée par analyse stylistique au sculpteur de Landerneau Roland Doré (ou issue de son atelier) et porte les armoiries de la famille de Quélen, également présente lors de la construction de l'église. L'œuvre a probablement été déplacée et remontée[4].
- Cast, église Saint-Jérôme : statues de saint Gildas et saint Tugen invoqués contre la rage ; croix du cimetière (1660), Christ et Pietà.
- Châteaulin, chapelle de Kerluan : calvaire (1639), saint Sébastien et saint Roch en mémoire de la peste (atelier Roland Doré).
- Cléden-Cap-Sizun : calvaire (1630) de la chapelle Saint-They à la pointe du Van.
- Commana : calvaire du cimetière (1624)[5].
- Esquibien : sculptures du calvaire au nord de Landrevet
- Hanvec : calvaire de 1627 en kersantite. Il appartenait à la chapelle Saint-Conval mais il ne subsiste que le fût portant l'inscription : « R. Dore : ma : faict : 1627 ».
- Irvillac : calvaire avec deux bras courbes situé devant la chapelle Notre-Dame-de-Lorette au lieu-dit Coatnan.
- Lampaul-Guimiliau, ossuaire : statue du Christ tenant en sa main gauche un globe et bénissant de sa main droite (fronton semi-circulaire surmontant l’entablement de la porte).
- Lannédern : calvaire de Birilit (1625).
- Logonna-Daoulas : fontaine de la chapelle Saint-Jean-Baptiste datée de 1644 (statue de saint Jean-Baptiste) ; fontaine de saint Jean l'Évangéliste datée de 1647 (statue de saint Jean l'Évangéliste) ; chapelle Saint-Jean-Baptiste (statue polychrome de saint Laurent) ; croix de Ruliver ; croix de Cléménéc'hy.
- Loqueffret.
- Plestin-les-Grèves, église Saint-Efflam : les 12 statues d'apôtres du porche en kersantite.
- Pleyber-Christ, église Saint-Pierre, porche sud : les 12 statues polychromes des apôtres en kersantite.
- Ploéven, chapelle Saint-Nicodème : calvaire de 1667 attribué à l'atelier de Roland Doré[6].
- Plogonnec : croix monumentale (1641) de la chapelle Saint-Denis.
- Plougastel Daoulas, chapelle-saint-Guénolé : calvaire (1654).
- Plounéour-Ménez : le calvaire porte deux statues de Roland Doré.
- Plonévez-Porzay : calvaire près de la chapelle Sainte-Anne-la-Palud (1630-1656).
- Plouédern : vasque des baptêmes (1642).
- Plourin-lès-Morlaix :
  - église Notre-Dame :
    - chapelle Sainte-Anne : statue en granit de sainte Anne, la Vierge et l'Enfant (vers 1630) ;
    - chapelle Saint-Yves : statue géminée représentant saint Yves et une sainte femme non identifiée ;
    - chapelle de la Vierge des Douleurs : Christ mutilé provenant d'un ancien calvaire[7].
- Plougar : statue de saint Jean dans le mur du cimetière.
- Port-Launay, chapelle Saint-Aubin : calvaire (1631) attribué à son atelier[8].
- Poullan-sur-Mer : croix de chemin en kersantite au lieu-dit Kervignac (deuxième quart du XVIIe siècle[9].
- Quéven : calvaire de l'ancien cimetière.
- Quimper, chapelle Seznec : croix dans le placître datée de 1641[10].
- Rosnoën : calvaire (1648) du sculpteur Roland Doré, situé sur la place de l'église, haut de 6 m, portait deux croisillons avant sa restauration. Ainsi, un ensemble composé de trois statues dont deux géminées et d'un groupe de la Vierge de pitié posés sur un soubassement en demi-cercle en maçonnerie situé à l'est du chevet de l'église et encadre le monument aux morts. Ces trois statues datent de 1648 et proviennent du calvaire de village démantelé en 1895. L'ensemble encadre le monument aux morts mis en place en 1921[11].
- Saint-Sauveur : calvaire attenant à l’église.
- Saint-Thégonnec, église Notre-Dame de Saint-Thégonnec : porche et ses statues ainsi que des statues du grand calvaire de l'enclos paroissial ; le calvaire de Broustou (1632)[12]; croix de Pennavern.
- Saint-Urbain : le Christ et la tête de saint Jean dans le calvaire du placître de la chapelle du Trévarn (vers 1630) ; calvaire du Quinquis.
- Senven-Léhart : calvaire près de l'église Notre-Dame de Senven.
- Trémaouézan, porche de l'église Notre-Dame : les statues des 12 apôtres.

## Galerie

Œuvres de Roland Doré
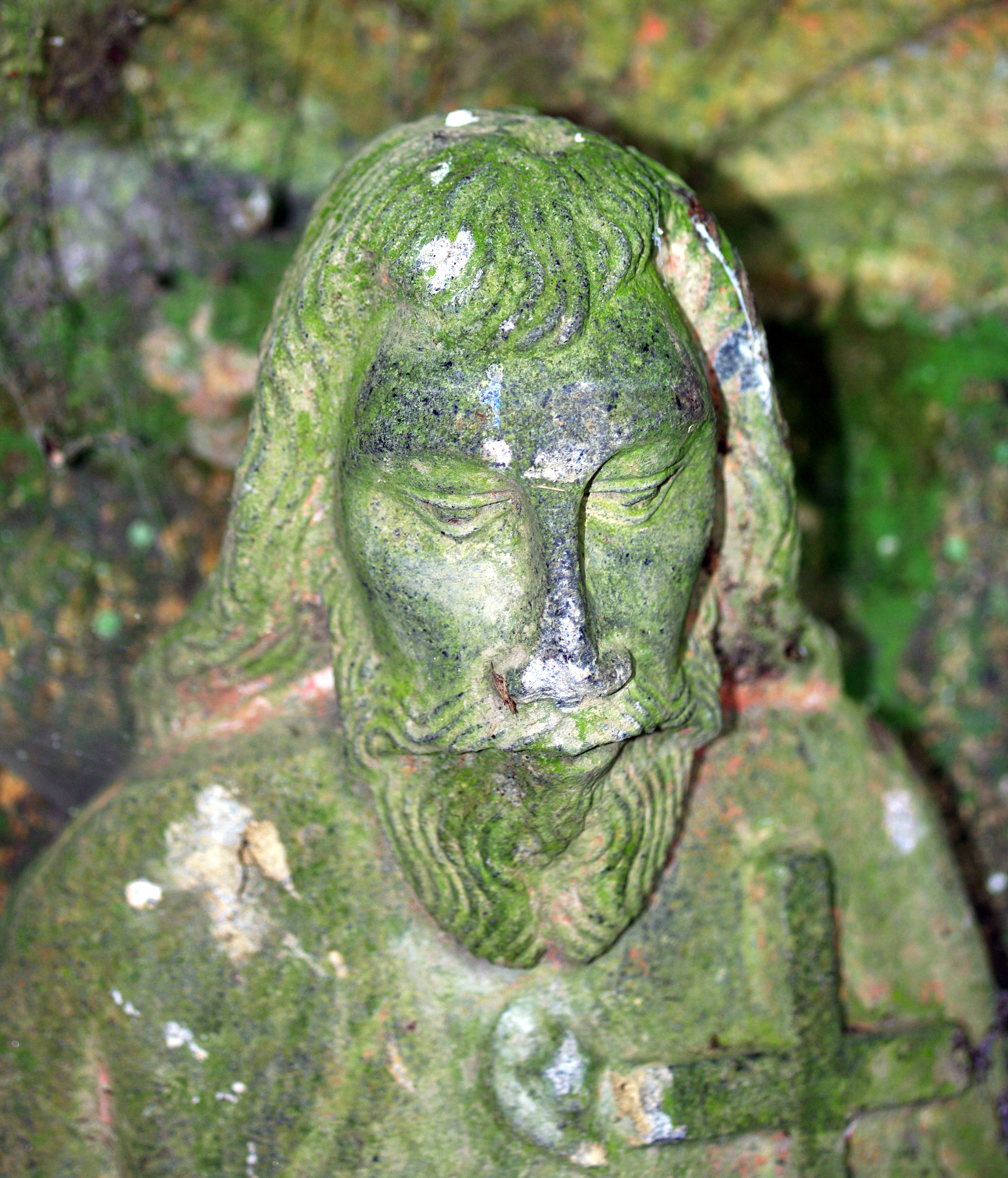
Statue de saint Jean-Baptiste, détail, Logonna-Daoulas.
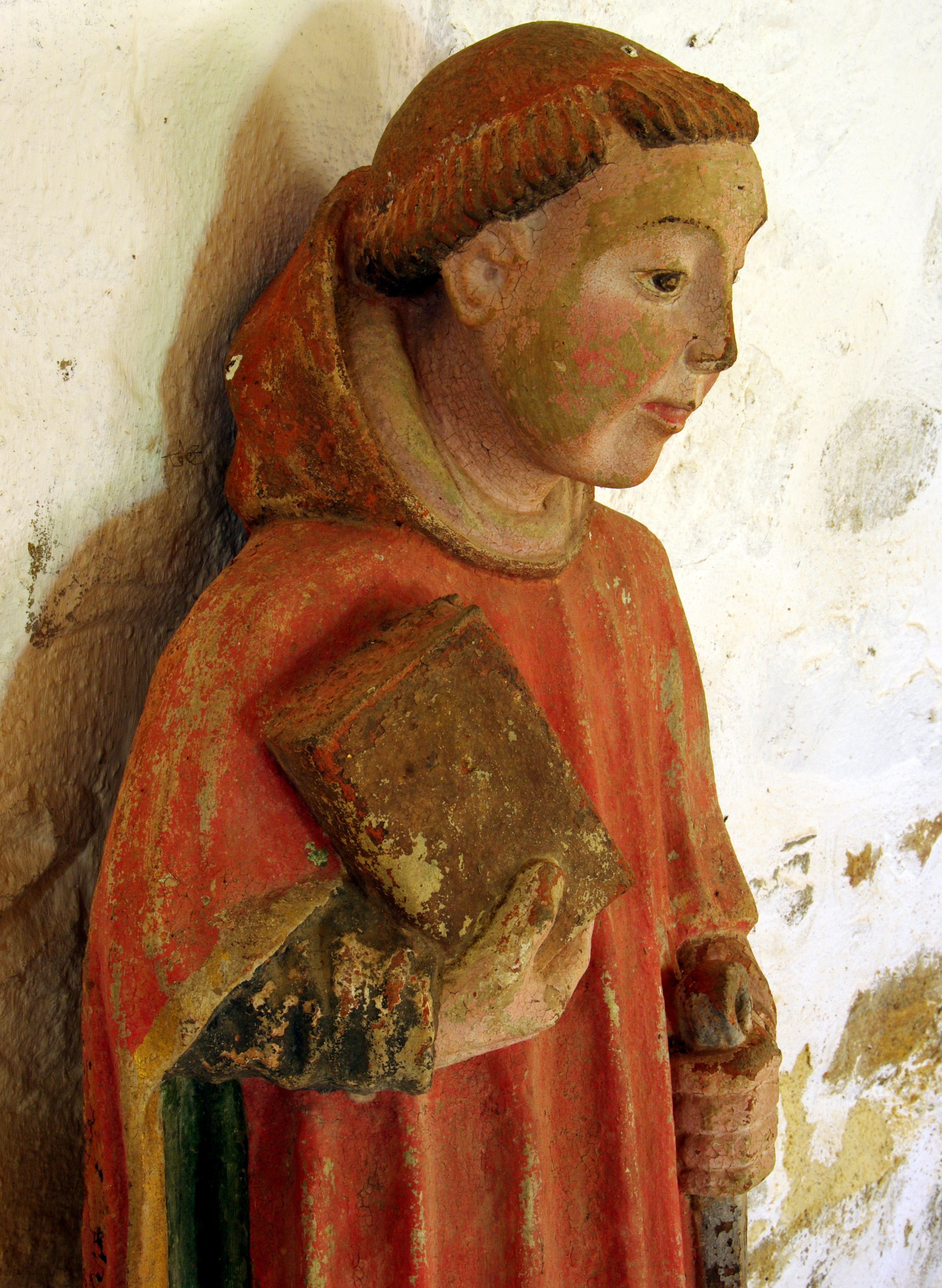
Statue de saint Laurent, détail, Logonna-Daoulas.
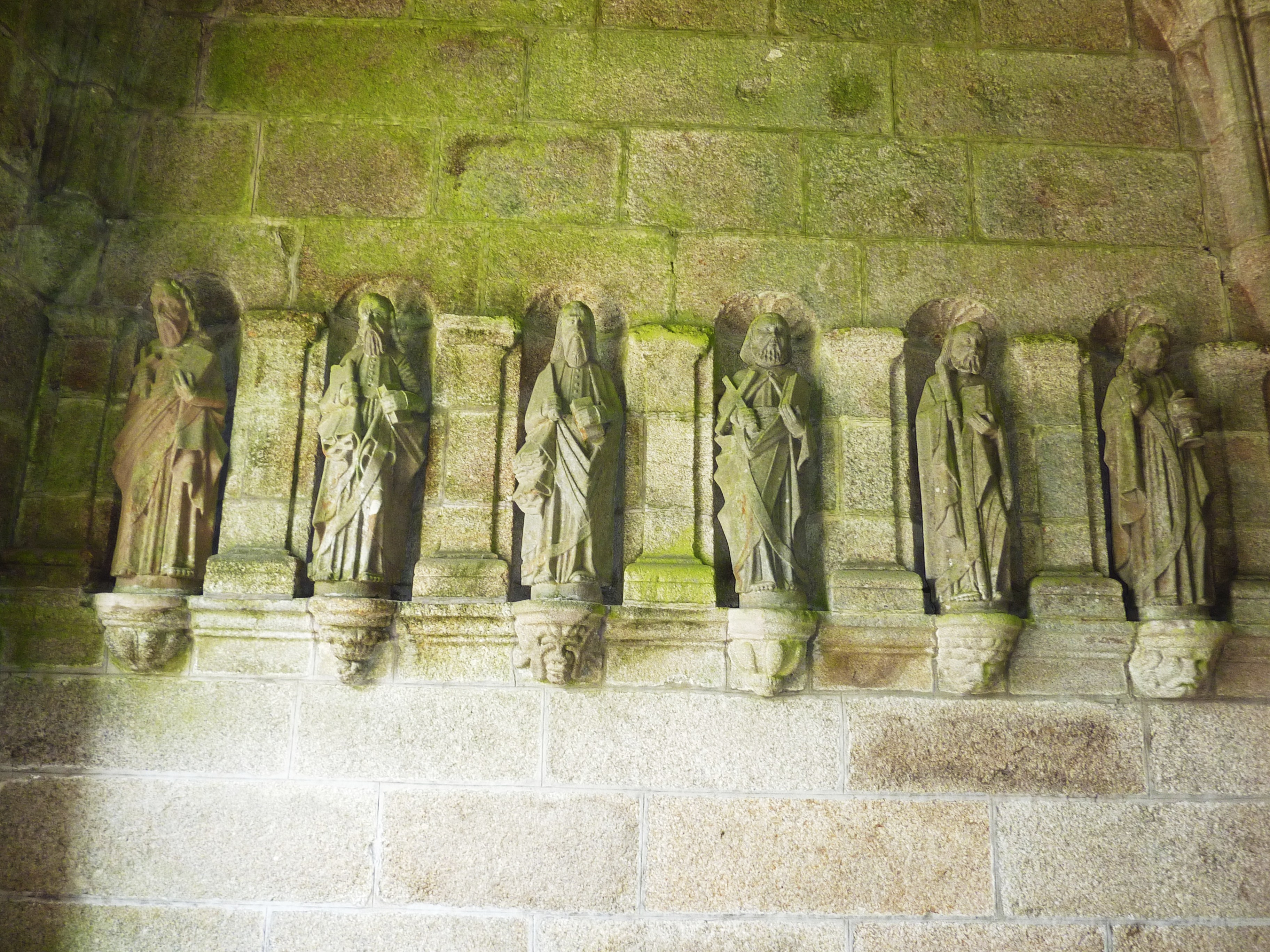
Statues d'apôtres, porche sud de l'église Saint-Pierre, Pleyber-Christ.
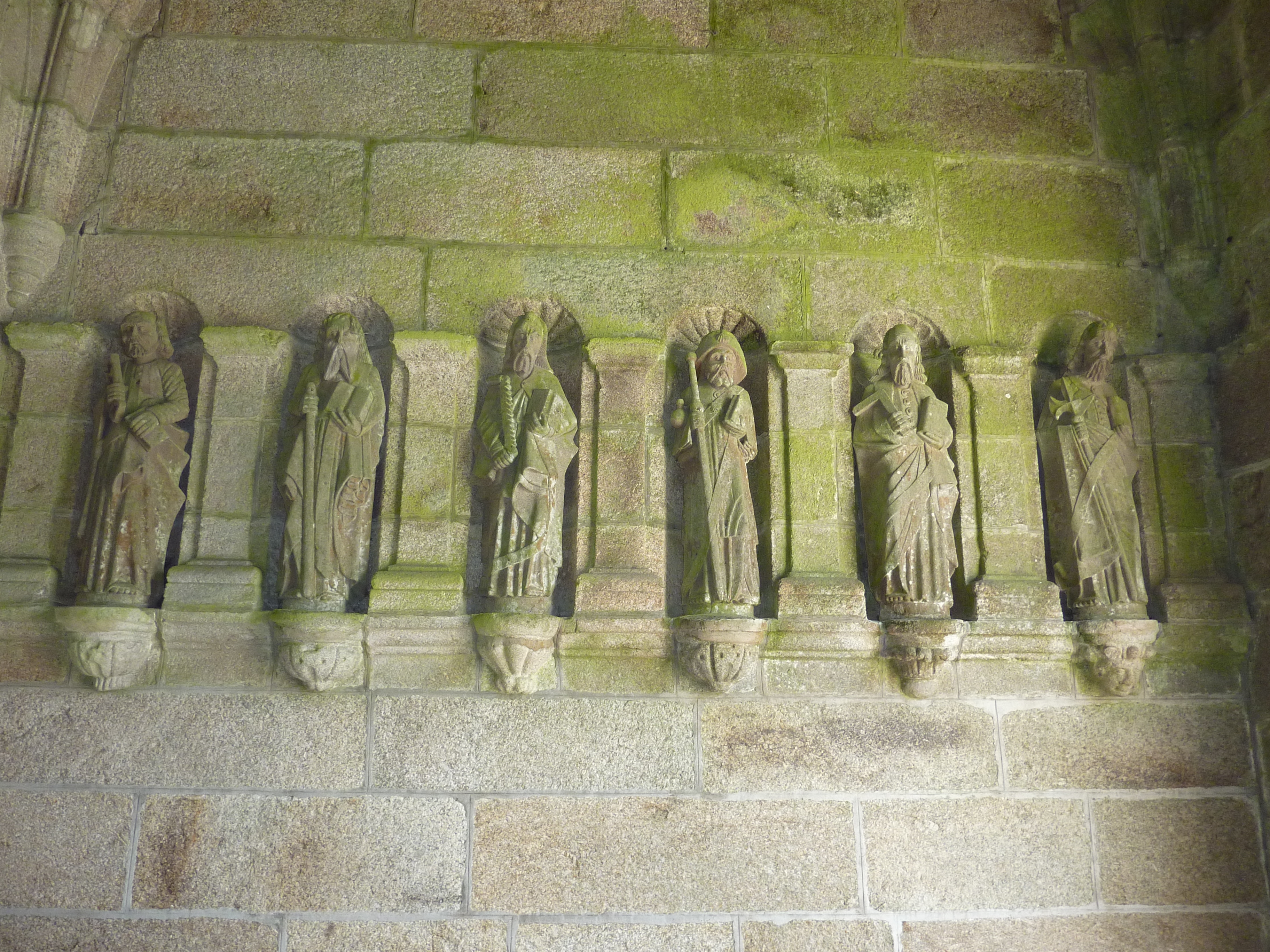
Statues d'apôtres, porche sud de l'église Saint-Pierre, Pleyber-Christ.